# Borut Pahor
Borut Pahor (Postojna, 2. studenoga 1963.), slovenski političar, bivši predsjednik Republike Slovenije, bivši predsjednik Vlade Republike Slovenije. Dužnost je preuzeo 21. studenoga 2008., nakon pobjede na izborima 21. rujna.
Diplomirao je politologiju 1987. godine na Sveučilištu u Ljubljani.
Od 1992. do 2004. godine bio je zastupnik u Državnom zboru (slovenski parlament), a 2000. i njegov predsjednik. Od 2004. zastupnik je u Europskom parlamentu. U travnju 2011. vladu su napustili umirovljenici, a u lipnju i stranka Zares. Dana 20. rujna 2011. izglasano mu je nepovjerenje. Dana 28. siječnja 2011. na mjestu premijera zamjenjuje ga Janez Janša.
Pahor je bio vođa Socijaldemokratske stranke do 2. lipnja 2012. Naslijedio ga je Igor Lukšič.
U drugom krugu predsjedničkih izbora pobjeđuje Danila Türka i 22. prosinca 2012. postaje Predsjednik Republike Slovenije. Dana 12. studenoga 2017. u drugom krugu predsjedničkih izbora u Sloveniji pobjeđuje svog protukandidata Marijana Šareca s osvojenih 53,02 ℅ glasova potpore te tako osvaja svoj drugi petogodišnji mandat. Pahor je drugi slovenski predsjednik koji je osvojio dva predsjednička mandata

## Vanjske poveznice
- Borut Pahor
- Europski parlament[neaktivna poveznica]